# Sandaowan (köpinghuvudort i Kina, Jilin Sheng, lat 43,17, long 129,17)
Sandaowan är en köpinghuvudort i Kina. Den ligger i provinsen Jilin, i den nordöstra delen av landet, omkring 330 kilometer öster om provinshuvudstaden Changchun. Antalet invånare är 6 619. Befolkningen består av 3 210 kvinnor och 3 409 män. Barn under 15 år utgör 10,0 %, vuxna 15-64 år 79 %, och äldre över 65 år 9,0 %.
Runt Sandaowan är det ganska tätbefolkat, med 67 invånare per kvadratkilometer. Närmaste större samhälle är Shimen, 19,5 km sydväst om Sandaowan. I omgivningarna runt Sandaowan växer i huvudsak lövfällande lövskog.
Genomsnittlig årsnederbörd är 915 millimeter. Den regnigaste månaden är juli, med i genomsnitt 208 mm nederbörd, och den torraste är januari, med 7 mm nederbörd.